# بارما
بارما (به انگلیسی: Barmah) یک شهرک در استرالیا است که در ویکتوریا (استرالیا) واقع شده‌است.